# Emma Coronel Aispuro
Emma Coronel Aispuro (Santa Clara, California, 2 de julio de 1989) es una exreina de belleza estadounidense. Es conocida por ser la esposa del narcotraficante mexicano Joaquín «El Chapo» Guzmán.

## Primeros años
Emma Coronel nació en Estados Unidos.  Creció en Angostura, un pueblo remoto cerca de Canelas, en el Estado de Durango.

## Carrera
En 2006, después de reunirse con Joaquín Guzmán Loera por primera vez, Emma Coronel Aispuro puso su nombre en la contienda para el Festival local de Café y Guayaba del año siguiente en Canelas, Durango. Cada concursante tuvo que lanzar una fiesta en honor a su candidatura y el de Emma tuvo lugar el Día de los Reyes Magos (6 de enero) en 2007. El día de la fiesta de Emma, El Chapo inundó la ciudad con cientos de hombres armados y anunció públicamente sus intenciones de casarse. Ese año fue elegida reina local del café y de la guayaba sobre otras cuatro concursantes. El día de la coronación, El Chapo apareció con tres bandas para celebrar la coronación de Coronel. 
La boda entre El Chapo y Emma Coronel nunca ocurrió, ya que en la única entrevista que ha dado el narcotraficante Ismael "El Mayo" Zambada al periodista Julio Scherer del semanario mexicano Proceso, Zambada le reclamó que la revista mintió sobre esa supuesta boda, de la cual el semanario dio detalles, pero que, según Zambada, nunca sucedió.

## Controversias
El 10 de enero de 2019, en el juicio que se adelanta en contra de "El Chapo" Guzmán; se vio comprometida al revelarse que si conocía los negocios y tramas de su esposo, siendo "que había mencionado que no sabía nada de lo que hacía su marido y" por esta razón, "la fiscalía tampoco la había llamado (llamó) a testificar. Pero en los mensajes, Joaquín Guzmán le da instrucciones expresas sobre la manera en que debe comunicarse.". Dentro de este juicio, también se dio a conocer, frente a Emma Coronel, que su esposo ("El Chapo" Guzmán) mantenía una infidelidad con Agustina Cabanillas Acosta, quien fue detenida en la redada realizada contra el narcotraficante mexicano de febrero de 2012; y de quien el técnico del cartel comento que "Se convirtió en su juguete personal" (de "El Chapo"), y "le gustaba mucho".
La noche del lunes 22 de febrero del 2021, fue arrestada en el aeropuerto internacional de Dulles, Virginia. En primera instancia se comunicó que se le acusaba del delito de narcotráfico y que posiblemente Dámaso López Nuñez, alias El Licenciado, la habría implicado como operadora del Cártel de Sinaloa. Robin Meriweather, magistrada de la Corte Federal del Distrito de Columbia, solicitó una detención temporal sin pago de fianza, bajo los cargos de conspiración para el trasiego de drogas ilícitas dentro de Estados Unidos, con una pena mínima de 10 años y máxima de cadena perpetua, de ser encontrada culpable.
Días después se informó que fue Emma Coronel quien se entregó a las agencias de justicia de Estados Unidos, esto para lograr un acuerdo y recibir protección dentro del programa de protección de testigos a cambio de otorgar información del Cártel de Sinaloa.
Durante los días previos al inicio de su juicio se informó que su esposo Joaquín "El Chapo" Guzmán había pedido al Juez que le permitiera dar un abrazo a Emma Coronel, como muestra de apoyo durante el inicio del juicio en su contra.

## Condena
El día 30 de noviembre del 2021, fue condenada a 3 años de cárcel, por sus vínculos con el conocido narcotraficante Joaquín Guzmán Loera, en el marco de las investigaciones por lavado de dinero y tráfico de drogas, aunque podría ser conmutada la pena.
La Agencia Federal de Prisiones (BOP) actualizó recientemente el expediente de Emma y fijó como fecha tentativa de su liberación el 13 de septiembre del 2023. El 13 de septiembre de 2023, Coronel finalmente salió de la cárcel.